# Nick Markham
 (novembre 2022).
Pour l’article homonyme, voir Markham (homonymie).
Nicholas Francis Markham (né le 13 février 1968) est un homme d'affaires et homme politique britannique. Il est président de London & Continental Railways, cofondateur de la société de test covid Cignpost Diagnostics  & ExpressTest, administrateur non exécutif d'Inchora Limited et du Département du Travail et des Retraites. Il est sous-secrétaire d'État parlementaire au ministère de la Santé et des Affaires sociales depuis 2022.

## Jeunesse
Markham est né à Haywards Heath, fils du directeur de la publicité et directeur de l'hippodrome de Goodwood Peter Jones, et l'infirmière Judy Markham. Il fréquente la Downlands Comprehensive School dans le Sussex, puis étudie les A-level au Haywards Heath Sixth Form College. Il fréquente la London School of Economics (LSE) de 1986 à 1989 et obtient une licence en économie. Il est un passionné de tennis, de Football et de rugby et a toujours été passionné par la politique, faisant partie de la Société conservatrice, le plus grand club politique de la LSE. Il est choisi pour se présenter au conseil municipal de Westminster alors qu'il est encore étudiant, et en 1990, âgé de 22 ans, il est élu plus jeune conseiller et devient le plus jeune président de l'éducation, âgé de 25 ans, et chef adjoint et président de finances, à 27 ans.

## Carrière
De 1990 à 1998, Markham a été conseiller et chef adjoint du conseil municipal de Westminster. Il préside également Inview Technology Ltd  et est directeur financier de Laura Ashley, où il dirige la restructuration financière de l'entreprise.
Il est directeur général de Top Up TV qui fournit une gamme de chaînes de télévision payantes linéaires sur la TNT, dont Sky Sports 1, 2 et ESPN (la chaîne de télévision mondiale par câble et satellite basée aux États-Unis) et qui fournit des modules d'accès conditionnel. (CAM) et des services techniques à BT Vision .
Au début de la pandémie, il monte une association caritative, Project Little Boat, pour livrer des EPI et autres équipements essentiels avec Denis Kinane. Markham cofonde ensuite Cignpost Diagnostics avec Denis Kinane et Steve Whatley et est le responsable commercial.
En juillet 2020, il est nommé directeur non exécutif principal du Département du travail et des pensions où il travaille en étroite collaboration avec le secrétaire d'État et le secrétaire permanent pour conseiller le département sur la meilleure façon de mettre en œuvre les politiques.
Markham est président de London & Continental Railways, le spécialiste gouvernemental de la régénération autour des chemins de fer, notamment Kings Cross et le site olympique de Stratford.
Markham est nommé Commandeur de l'Ordre de l'Empire britannique (CBE) lors de l'anniversaire de 2022 pour ses services à l'économie et au gouvernement.
Le 22 septembre 2022, il est nommé sous-secrétaire d'État parlementaire au ministère de la Santé et des Affaires sociales. Le 7 octobre 2022, pour faciliter son rôle ministériel, il est créé baron Markham, d'East Horsley dans le comté de Surrey et est présenté à la Chambre des lords le 10 octobre 2022. Il siège en tant que pair conservateur. C'est la première nouvelle pairie à vie du règne de Charles III.